# Charles Lakin
Pour les articles homonymes, voir Lakin.
Charles Lakin est un acteur américain, né le 25 décembre 1893 dans le Massachusetts (États-Unis), mort le 28 novembre 1965 à Torrance, Californie (États-Unis).

## Filmographie

### Courts-métrages
- 1914 : Charlot garçon de théâtre de Charlie Chaplin
- 1914 : Charlot et Fatty dans le ring (The Knockout) de Charles Avery
- 1914 : Charlot nudiste de Charlie Chaplin
- 1914 : Gussle, the Golfer
- 1914 : Hard Cider
- 1914 : His Prehistoric Past
- 1914 : His Second Childhood
- 1914 : Killing Horace
- 1914 : Leading Lizzie Astray de Roscoe Arbuckle
- 1914 : Mabel au volant de Mabel Normand et Mack Sennett
- 1914 : Zip, the Dodger
- 1915 : A Bear Affair
- 1915 : A Hash House Fraud
- 1915 : A Lover's Lost Control
- 1915 : Le Sous-marin pirate (A Submarine Pirate) de Charles Avery et Syd Chaplin
- 1915 : Ambrose's Little Hatchet
- 1915 : Beating Hearts and Carpets
- 1915 : Crooked to the End
- 1915 : Do-Re-Mi-Boom!
- 1915 : Droppington's Family Tree
- 1915 : Fatty et Mabel en ménage
- 1915 : Fatty et Mabel à l'opéra
- 1915 : Fatty's Faithful Fido
- 1915 : Fatty's New Role
- 1915 : Fatty teinturier (Fatty's Tintype Tangle) de Roscoe Arbuckle
- 1915 : From Patches to Plenty
- 1915 : Hogan's Romance Upset
- 1915 : Hushing the Scandal
- 1915 : No One to Guide Him
- 1915 : Our Dare-Devil Chief
- 1915 : The Cannon Ball
- 1915 : Those Bitter Sweets
- 1915 : Willful Ambrose
- 1916 : Because He Loved Her
- 1917 : Lui... et les policemen de Gilbert Pratt et Harold Lloyd
- 1921 : The Nation's Dream